# Nectomys
Nectomys é um género de roedor da família Cricetidae.

## Espécies
- Nectomys apicalis Peters, 1861
- Nectomys magdalenae Thomas, 1897
- Nectomys palmipes J. A. Allen & Chapman, 1893
- Nectomys rattus Pelzeln, 1883
- Nectomys squamipes (Brants, 1827)